# Sztuka japońska
Poniżej przedstawiony został zarys sztuki Japonii.

## Architektura
W Japonii tradycyjnym materiałem budowlanym było drewno. Za sprawą odkryć archeologicznych wczesnych osad z okresu kultur Jōmon (Sannai-Maruyama w regionie Tōhoku) oraz Yayoi (Harunotsuji, Yoshinogari na Kiusiu), a także wydobytych z kofunów, pochodzących z późniejszego okresu Kofun terakotowych figur haniwa (IV–V w.), możliwym stało się zrekonstruowanie najdawniejszych przykładów architektury Wysp Japońskich z okresu poprzedzającego wpływy buddyjskie, podobnych do ówczesnych kultur rejonu Azji Południowo-Wschodniej i Oceanii. Owe charakteryzujące się prostotą kształtu i konstrukcji chaty oraz zabudowania gospodarskie występowały jako jamowe, naziemne oraz na palach. Pierwszy typ stanowił zagłębioną na około metr ziemiankę (tateana-jūkyo) budowaną na planie koła, elipsy, prostokąta, względnie kwadratu z zaokrąglonymi narożami, przykrytą często sięgającym ziemi siodłowym, krytym strzechą dachem w postaci słomy, kory, sitowia lub trawy oraz centralnie położonym otwartym paleniskiem (jiro).

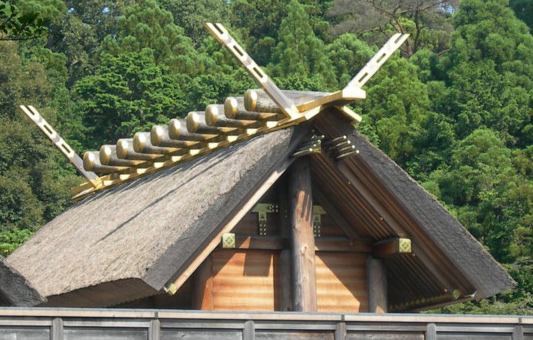
Dach chramu Ise

Pod koniec okresu Kofun i dużej części okresu Heian powstawały naziemne domy (heichi-jūkyo) ze ścianami w postaci bali na planie prostokąta, z podłogami ziemnymi, bądź wyłożonymi płytami kamiennymi oraz zagłębieniem paleniskowym (irori), które na wsiach przetrwało do czasów współczesnych. Na palach wznoszono przede wszystkim spichlerze (kura), których uniesione podłogi łączyły z podłożem wykonane częstokroć z jednego kawałka drewna kilkustopniowe schody.
Taki typ naturalnego budownictwa stał się wzorem dla architektury pierwszych chramów shintō z Wielkim Chramem Ise na czele. Jego wyniosłą, surową formę, podkreśla kryty strzechą dach oraz skrzyżowane ponad kalenicą skrajne krokwie (chigi). Inne, jak chram Izumo-taisha, naśladowały styl domostw naczelników szczepu. Obowiązkową cechę wszystkich chramów shintō stanowi brama torii, której najsłynniejszym przykładem jest ta z chramu Itsukushima.

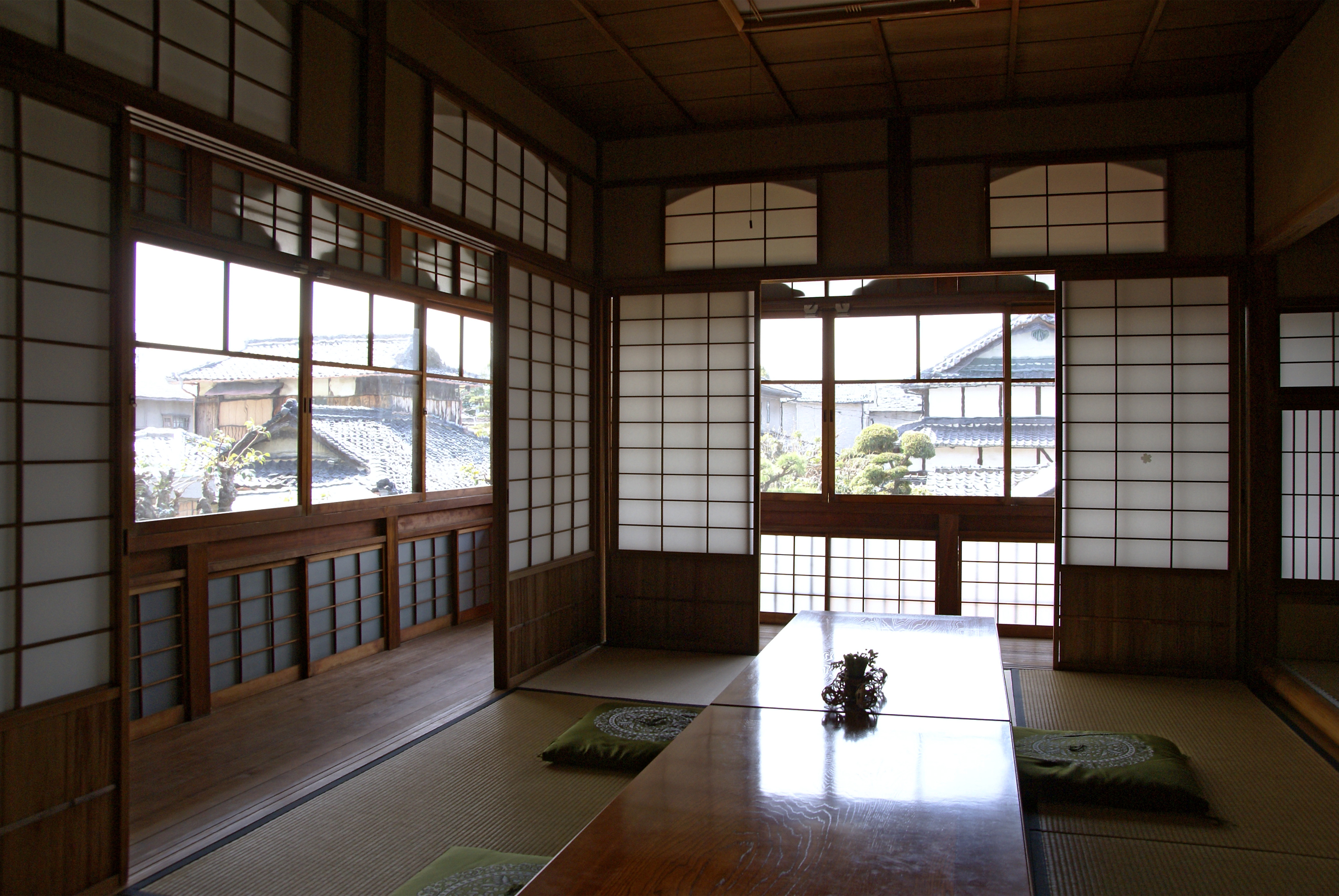
Wnętrze w stylu japońskim (washitsu)

Okres Kofun charakteryzował się wznoszeniem różnej wielkości kurhanów w kształcie dziurki od klucza, od których przyjęto jego nazwę. Największym spośród nich jest Daisen-kofun w mieście Sakai.
Wraz z nadejściem buddyzmu rzemieślnicy z Korei zaszczepili chiński styl (kara-yō) wielkich świątyń (tera), tak jak w pochodzącym z okresu Asuka (607 r.) kompleksie Hōryū-ji nieopodal Nary, zawierającym najstarsze drewniane budynki świata. Ten model „świątyni buddyjskiej o siedmiu pawilonach” (shichidō-garan) architektury sakralnej, składał się z budynków usytuowanych na kamiennych fundamentach i cokołach, w oparciu o prostokątny plan obiektów, wykonanych w konstrukcji słupowo-belkowej, której niektóre elementy, jak np. kapitele, rzeźbiono i dekorowano okuciami, często pokrywając je jaskrawą, cynobrową farbą, a ściany bielonym tynkiem.
Dachy, najczęściej półszczytowe (irimoya) kryte były gontami, ceramicznymi dachówkami bądź metalowymi płytkami, przy czym okapy były uniesione elegancko w górę. Zespół shichidō-garan (w skrócie garan) różni się w zależności od świątyni, ale przeważnie są to: krużganki (kairō), brama (mon), główny pawilon (kondō, hondō), audytorium (kōdō), repozytorium sutr i kronik historycznych świątyni (kyōzō), dzwonnica (shōrō), pomieszczenia mieszkalne mnichów (sōbō) oraz skrywająca relikwie pagoda (tō). Odporna sejsmicznie, a wywodząca się od indyjskiej stupy japońska pagoda z kwadratowym rzutem była trójpoziomowa lub – stosownie do koncepcji pięciu żywiołów – pięciopoziomowa z typowym dla niej dekorowanym masztem (sōrin). Z uwagi na topografię terenu Japończycy zmodyfikowali symetryczny chiński wzór tworząc rodzimy styl wayō, z charakterystycznym łukowym szczytem karahafu, ornamentem onigawara, oknem katō-mado czy flizą shibi, a także styl Wielkiego Buddy (daibutsu-yō), którego najznamienitszym przykładem pozostaje największy drewniany budynek globu – świątynia Tōdai-ji w Narze.

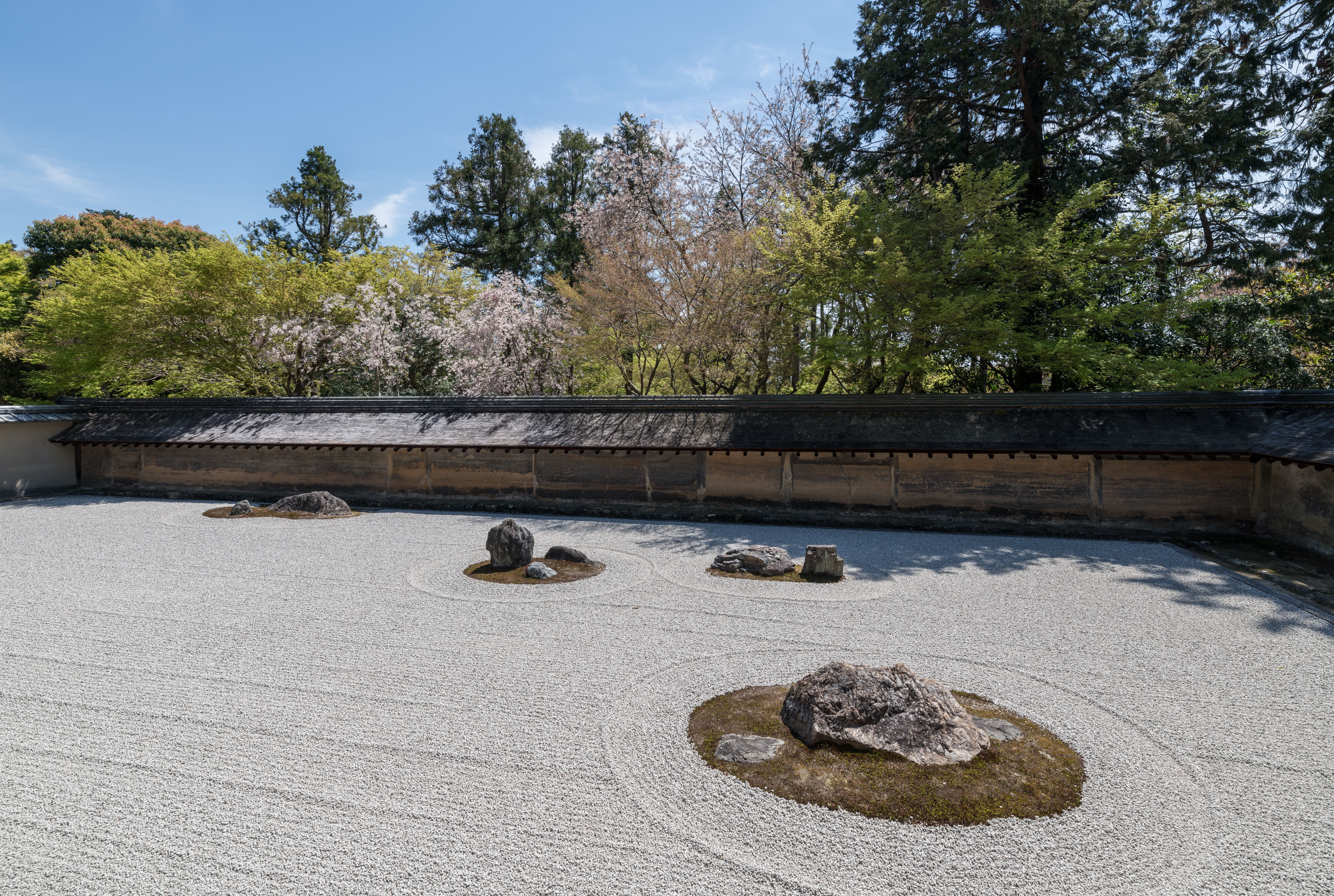
Kamienny ogród zen w świątyni Ryōan-ji w Kioto

Chińska architektura wywarła również wpływ na wygląd arystokratycznych siedzib oraz cesarskich pałaców, jak w nieistniejącym już pałacu Heijō w Narze. Natomiast ujmujący lekkością Pawilon Feniksa świątyni Byōdō-in w Uji reprezentuje powstały w okresie Heian styl pałacowy shinden-zukuri, który charakteryzował się rozległą zabudową parterowych, stojących na niskich palach (engawa) pawilonów połączonych krużgankami tak, że jej całość przenikała się z okalającym ją ogrodem. Tak wyewoluował tradycyjny, lekki i przestronny japoński dom, powstały z myślą o kontakcie ze światem zewnętrznym, z charakterystycznymi po dziś dzień elementami, takimi jak: żaluzjowe okna, przesłony sudare, przesuwne drzwi i ścianki fusuma czy parawany pozwalające elastycznie kształtować przestrzeń wnętrza.
Równocześnie wyłoniło się nierzadko nawet dwu lub trzypiętrowe, określane wspólnym mianem minka budownictwo plebejskie, w tym nawiązujące do pierwotnych chat wiejskie nōka (np. wieś Shirakawa w pref. Gifu) oraz mieszczańskie machiya (np. dzielnica Gion w Kioto). Dla okresu Edo typowymi były parterowe, budowane na planie litery L wiejskie domy chiiori.

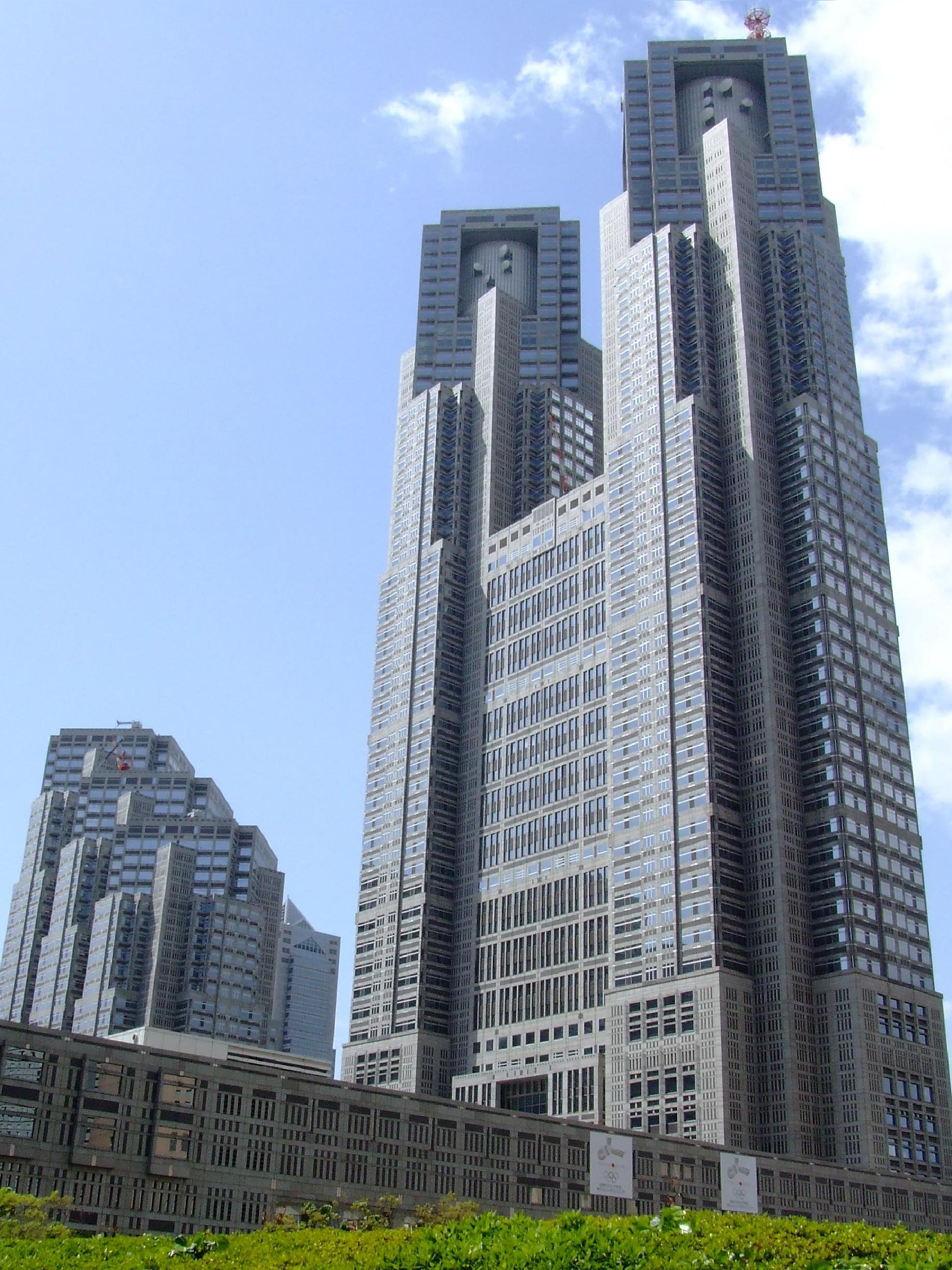
Siedziba władz metropolitalnych w Tokio, arch. Kenzō Tange

W XV w. ceremonia herbaciana oraz idee zen ukształtowały minimalistyczne wnętrze pawilonu herbacianego w nowym operującym grą światła i ceni stylu shoin, będącym podstawą typowego do czasów obecnych japońskiego pomieszczenia (washitsu), a za którego koronne przykłady uchodzą te z zamku Nijō oraz cesarskiej willi Katsura w Kioto, gdzie znajduje się też Złoty Pawilon – jedna z ikon architektury kraju.
Wówczas to utrwaliło się pokrywanie podłóg matami tatami z sitowia, a do konstrukcji przepierzeń dzielących pomieszczenia, oprócz starych fusuma, zaczęto stosować lżejsze shōji z półprzeźroczystego papieru japońskiego. Ponadto, we wnętrzu wydzielano charakterystyczną wnękę – alkowę (tokonoma), do eksponowania w niej kompozycji roślinnych oraz zwojów kaligrafii czy malarstwa. W wykonywanym bez użycia gwoździ i im podobnych łączników tradycyjnym budownictwie rolę tę pełniły wyrafinowane połączenia ciesielskie, a odpowiedzialnymi za całość twórcami byli rzemieślnicy daiku (stolarze).
Służąca kontemplacji i dziś szeroko praktykowana sztuka ogrodowa przybyła wraz z buddyzmem w VI w. z Chin. W oparciu o nią Japończycy wykształcili własne style, z których zasadnicze to: imitujący górski krajobraz – tsukiyama, kamienny karesansui i otaczający pawilon herbaciany cha-niwa. Będący często ich połączeniem, wymagający przemyślnego zaprojektowania ogród japoński to przede wszystkim miniaturowe, przydomowe tsubo-niwa z charakterystycznymi elementami jak np. kamienna latarnia ishi-dōrō. Do najsłynniejszych ogrodów należą: Kōraku-en w Okayamie, Kenroku-en w Kanazawie oraz przyświątynny w Ryōan-ji w Kioto.
Obfitujący w wojnę XVI w. zapoczątkował wznoszenie przez daimyō obronnych zamków z otaczającymi je fosami, wysokimi kamiennymi murami i cokołami oraz usytuowanych na nich wielopiętrowych, wzorem pagód, donżonów (tenshu), celem podkreślenia prestiżu właścicieli, z których jednym z najznamienitszych był zamek Himeji.
Pod koniec XIX w. na fali modernizacji okresu Meiji do Japonii zawitała europejska tradycja architektoniczna, która znalazła zastosowanie przede wszystkim w budownictwie użyteczności publicznej. Dominował wtenczas neogotycki styl wiktoriański zaszczepiony przez angielskiego architekta Josiaha Condera (1852-1820) i jego uczniów na czele z Kingo Tatsuno (1854-1919) oraz eklektyczny japońsko-europejski styl giyōfū.
Po II wojnie światowej odbudowa kraju z jej zniszczeń dała bodziec do tworzenia nowoczesnej, opartej na betonie, stali i szkle architektury modernistycznej przybierającej czasami, jak w przypadku metabolizmu skrajnie odważną postać. Wśród odnoszących międzynarodowe sukcesy architektów obecni są laureaci prestiżowej Nagrody Pritzkera: Kenzō Tange (1913-2005), Fumihiko Maki (1928) oraz Tadao Andō (1941), którzy często w nowoczesnej formie z powodzeniem nawiązują do tradycyjnych elementów japońskiej architektury.

## Literatura

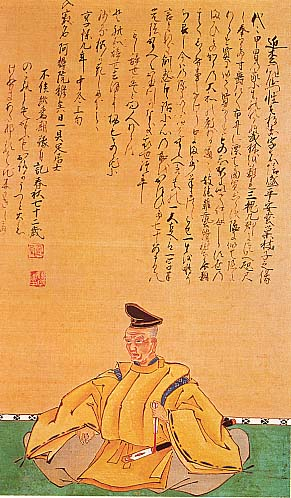
Monzaemon Chikamatsu

Fundamentalny wpływ na wierzenia shintō oraz narodową tożsamość Japończyków wywarły dzieła pochodzące z VIII wieku, Kojiki (Kronika dawnych wydarzeń) oraz Nihon-shoki (Kronika japońska), w których historia przenika się z mitami. W tym samym czasie powstało również Man’yōshū (Dziesięć tysięcy liści), będący zbiorem czterech i pół tysiąca wierszy, głównie w formie krótkich pieśni tanka, autorstwa cesarzy, arystokratów oraz zwykłych ludzi. Okres Heian ok. 1000 roku, był czasem szczególnie wielkiego rozwoju literatury. Wówczas to powstały najstarsze formy powieściowe świata, a więc nikki (pamiętniki) oraz monogatari (opowieści). Najwybitniejsze z nich są dziełem dam cesarskiego dworu: Sei Shōnagon autorki Makura-no sōshi (Notatnik osobisty) oraz Murasaki Shikibu, której składająca się z 54 rozdziałów książka Genji monogatari (Opowieść o księciu Genji) zaliczana jest do światowej klasyki literatury.
Później nastąpił upadek literatury, która począwszy od XIV wieku przez cztery stulecia znajdowała się w cieniu wojny. Mimo to jedna z nich między rodami Taira i Minamoto stała się inspiracją do stworzenia klasycznego dzieła Heike monogatari (Opowieści o rodzie Heike). Ów napisany prozą poemat wykorzystał później Motokiyo Zeami (1363–1444) do pisania swych poruszających dramatów dla teatru nō. W okresie Edo zasłynął szczególnie Monzaemon Chikamatsu (1653–1725), twórca obyczajowych tragedii oraz dramatów historycznych dla teatru kabuki, jak również lalkowego bunraku. W tym samym czasie tworzył Saikaku Ihara (1642–1692), spod pióra, którego wyszły popularne opowieści satyryczne, traktujące o czarnych charakterach z ukiyo czyli „przepływającego świata”. Wtedy również powstały najwybitniejsze dzieła poezji haiku, którą do doskonałości przywiódł wędrowny samuraj i wyznawca zen Bashō Matsuo (1644–1694). Do pozostałych mistrzów gatunku należą: Buson Yosa (1716–1784) i Issa Kobayashi (1763–1828).
Otwarcie się Japonii na świat w okresie Meiji, wywarło wpływ również na literaturę, która czerpała zachodnie wzorce. Szczególnie dużą popularnością cieszyły się realistyczne nowele i powieści takich pisarzy, jak Ōgai Mori (1862–1922), Sōseki Natsume (1867–1916), Ryūnosuke Akutagawa (1892–1927) czy Nagai Kafū (1879–1959), autora sentymentalnych opisów ginącego Przepływającego świata. Po II wojnie światowej nastąpił renesans literatury japońskiej, której twórcy zdobyli światowy rozgłos. Do najwybitniejszych należą: Jun’ichirō Tanizaki (1886–1965) (Siostry Makioka), Yukio Mishima (1925–1970) (Morze płodności), Kōbō Abe (1924–1993) (Czwarta epoka, Kobieta z wydm), Shūsaku Endō (1923–1996) (Samuraj), Haruki Murakami (ur. 1949) (Norwegian wood, Kronika ptaka nakręcacza) oraz laureaci Nagrody Nobla: Yasunari Kawabata (1899–1973) (Kraina śniegu, Tysiąc żurawi, Głos góry) oraz Kenzaburō Ōe (1935-) (Sprawa osobista).
Manga, a więc japoński komiks, jest dla wielu najsłynniejszym symbolem współczesnej sztuki japońskiej.

## Teatr i taniec

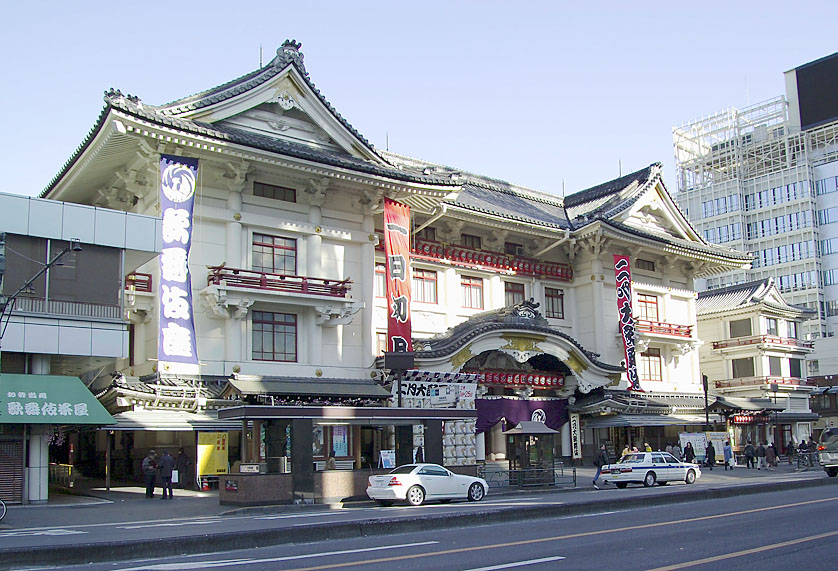
Teatr Kabukiza w tokijskiej dzielnicy Ginza

Fundamentem powstałego w XIV wieku teatru nō były tradycyjne tańce, takie jak kagura, sakralny taniec w maskach; wywodzące się z Chin dworskie tańce bugaku i gagaku oraz ludowe dengaku i przede wszystkim sarugaku, taniec małp. Teatr nō wzniósł się na artystyczne wyżyny doskonałości za sprawą Kan’ami Kiyotsugu (1333–1384), jak również jego syna Zeami Motokiyo. W granych przez trzech, przyodzianych we wspaniałe kostiumy aktorów sztukach nō, repertuar stanowiły dzielące się na pięć grup poematy, których treścią były opowieści o bogach, wojownikach, szaleńcach, kobietach i demonach. Z czasem w okresie Edo teatr nō stał się elitarną sztuką zastrzeżoną dla samurajów.
Mimo to na początku XVII wieku tancerka, niejaka Okuni (1572?-1613), zademonstrowała mieszkańcom Kioto nowy rodzaj tanecznego dramatu. Owa forma teatralna, którą nazwano kabuki zdobyła w okresie Edo błyskawiczną popularność. Później jednak siogunat zabronił kobietom występowania na scenie, w związku z czym w kabuki wszystkie role odgrywali mężczyźni. Tym co odróżnia poruszające bieżące sprawy kabuki od nō jest ekspresja, szybka akcja, krzykliwe kostiumy i dekoracje oraz efekty specjalne. Kabuki stanowi również podstawę dla jednego z najlepszych na świecie teatru lalek bunraku. Przez stulecia teatr i taniec były ze sobą nierozerwalnie związane. Obecnie wzorowany na kabuki tradycyjny taniec japoński, a więc nihon-buyō, uprawiają głównie kobiety. Zachowały się również tradycyjne tańce ludowe, wśród których szczególnie słynne są te z wyspy Sado. Współcześnie dużym uznaniem cieszy się balet i taniec nowoczesny, w którym międzynarodową sławę zyskał butō, stworzony przez choreografa Tatsumiego Hijikatę (1928–1986).

## Muzyka

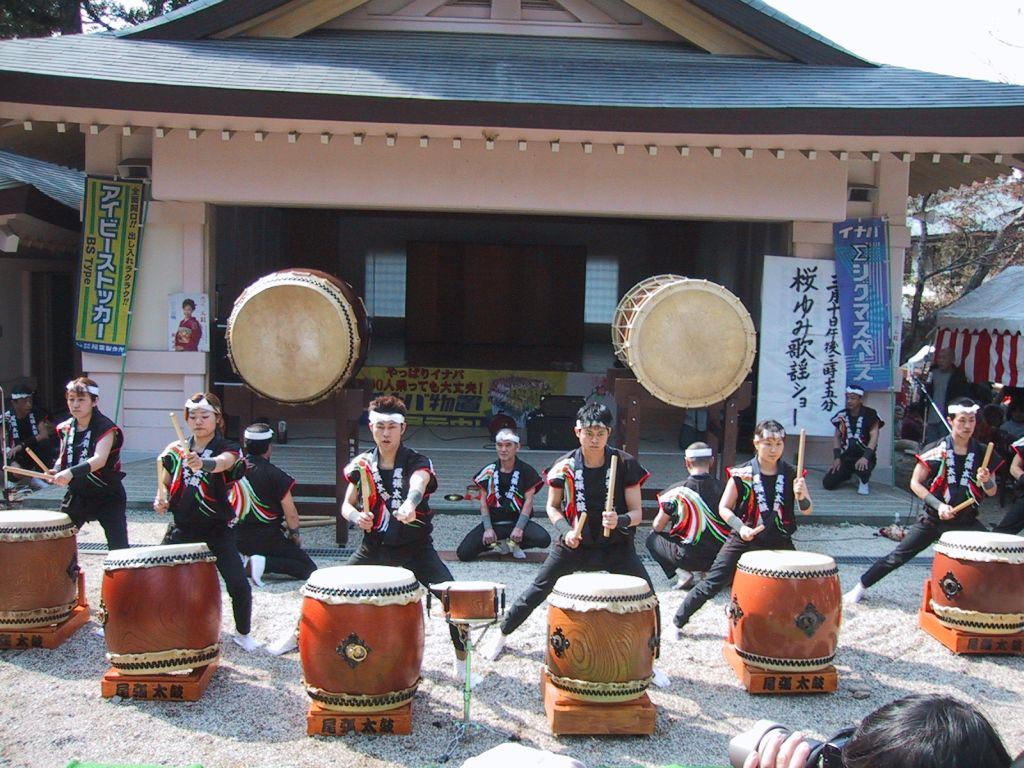
Bębniarze taiko z prefektury Aichi

Już od tysiąca lat uroczystościom cesarskim, shintō i buddyjskim towarzyszy wielka orkiestra gagaku, wykorzystująca instrumenty takie jak: biwa (rodzaj dużej lutni), koto (13-strunowa cytra), flety poprzeczne i perkusja, w skład której wchodzą bębny tsuzumi oraz wielki taiko. Stworzone przez buddyjskich mnichów, stylizowane i zawodzące shōmyō stało się najpopularniejszym stylem śpiewu w dawnej Japonii, mającym wpływ m.in. na teatr nō i kabuki.
W okresie Edo biwa została stopniowo wyparta przez pochodzącą z Chin 3-strunową lutnię shamisen. W tym samym czasie pojawił się także shakuhachi, bambusowy flet, będący wciąż cenionym instrumentem muzycznym.
Muzyka zachodnia przybyła do Japonii za sprawą Portugalczyków w XVI w., a następnie ponowną falą w okresie Meiji, kiedy popularność wśród wielkich rodów zdobyła muzyka wojskowych orkiestr. Współcześnie Tokijska Orkiestra Symfoniczna należy do najlepszych na świecie, a do najwybitniejszych twórców zachodniej muzyki zaliczają się, dyrygent Seiji Ozawa (1935-) czy pianistka Mitsuko Uchida (1948-).

## Malarstwo

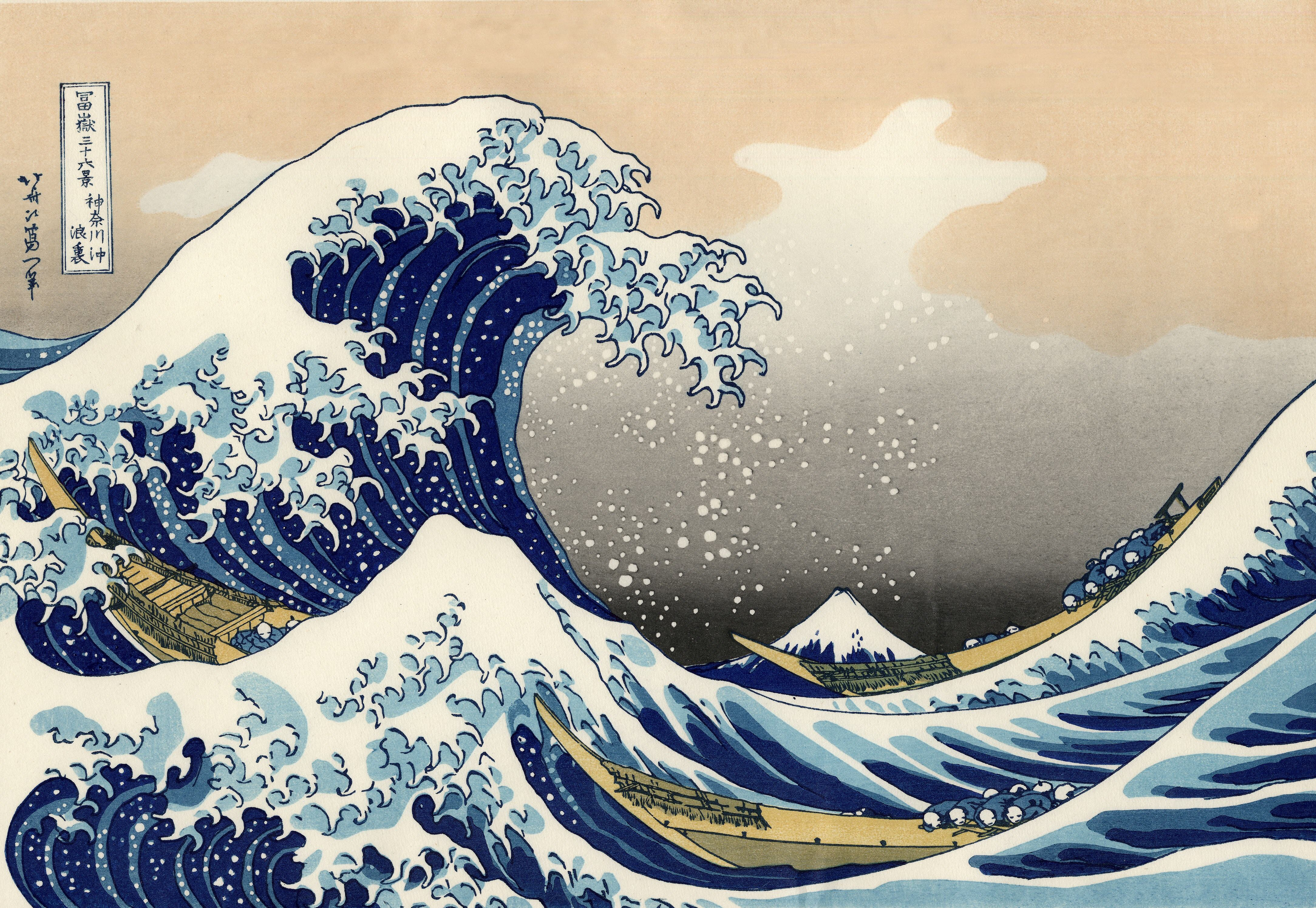
Wielka fala z Kanagawy, ukiyo-e Katsushiki Hokusaia

Powstałe w VII wieku malowidła naścienne głównego pawilonu świątyni Hōryū-ji nieopodal Nary, reprezentujące chiński styl i buddyjską tematykę, należą do najstarszych w Japonii. Później w okresie Heian rozpowszechniło się malarstwo krajobrazowe, portretowe oraz przedstawiające życie dworskie. Ozdabiały one parawany, przesuwne drzwi jak również zwoje kakemono. Owa sztuka charakteryzująca się pięknymi szczegółami i żywymi barwami, zyskała później miano yamato-e (obrazy japońskie), aby odróżnić je od czarno-białego kara-e w chińskim stylu.
Wraz z ekspansją zen, szkoła kara-e z charakterystycznym rysunkiem w tuszu, zwanym suiboku-ga, zyskiwała na popularności, aby w XV wieku osiągnąć szczyt rozwoju. Jej najwybitniejszym przedstawicielem był mnich Sesshū Tōyō (1420–1506), autor przełomowych krajobrazów malowanych z rzeczywistości. Koniec XVII wieku stanowił zarazem początek popularności konkurencyjnej szkoły Kanō łączącej elementy kara-e i yamato-e. Wnętrza licznych samurajskich domów, jak i zamków panów feudalnych upiększyły wówczas wspaniałe dzieła szkoły Kanō, której najznakomitszymi twórcami byli Motonobu Kanō (1476–1559) i Eitoku Kanō (1543–1590).
Rosnące zapotrzebowanie na malarstwo i sztukę dekoracyjną przyniosło rozkwit wielu nowych szkół i kierunków. Jedną z nich była rinpa, której przedstawiciel Ogata Kōrin (1657–1716) zasłynął kompozycjami kwiatów na tle złoconych, parawanowych drzwi i ścian. Natomiast wybitny twórca ze szkoły Kanō Moronobu Hishikawa (1618–1694) został pierwszym mistrzem drzeworytu ukiyo-e, czyli „obrazów przepływającego świata”.
W XIX-wiecznej Europie sensację wzbudziły dzieła takich mistrzów ukiyo-e jak: Utamaro Kitagawa (1753–1806), Hokusai Katsushika (1760–1849), Hiroshige Andō (1797–1858).
Z drzeworytów tych wyewoluowała później manga. Otwarcie się na świat w okresie Meiji dało impuls do poznania zachodniej sztuki, której pierwszą szkołę w Japonii założył Seiki Kuroda (1866–1924). Odtąd nastąpił rozdział na kierunek nihonga (malarstwo japońskie) oraz yōga (malarstwo zamorskie).

## Film

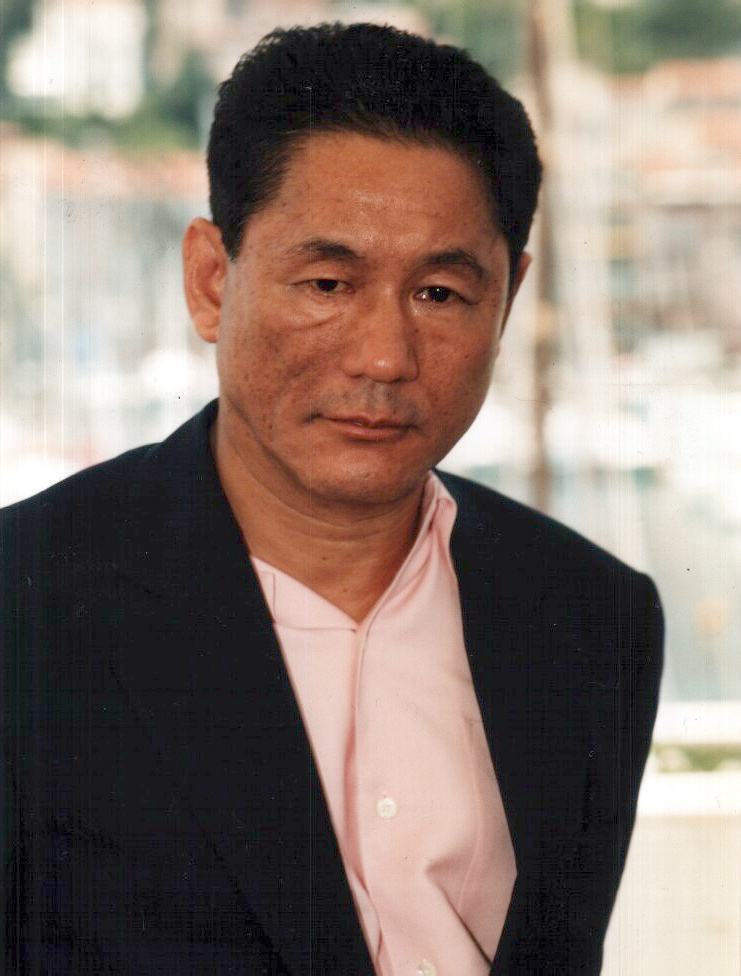
Takeshi Kitano

Początek japońskiej kinematografii dały krótkie obrazy z 1896 przedstawiające teatr kabuki, którego aktorzy i tematyka dominowały przez kolejne 10 lat w setkach im podobnych, krótkometrażowych filmów. W latach 20. pojawili się tacy reżyserzy, jak: Kenji Mizoguchi (1898–1956) i Yasujirō Ozu (1903–1963), którzy stworzyli arcydzieła światowego kina. W 1951 Oscara, a także Złotego Lwa na festiwalu w Wenecji zdobył film Rashōmon Akiry Kurosawy (1910–1998), wprowadzając tym samym kinematografię japońską na międzynarodową scenę.
W następnym roku film Życie Oharu Mizoguchiego, opowiadający o upadłej arystokratce z XVII wieku zdobył Srebrnego Lwa. Ów wyczyn powtórzył rok później z filmem Opowieści księżycowe. Do dzisiaj wysoko ceniony jest przejmujący obraz z 1953 Tokijska opowieść w reżyserii Yasujirō Ozu. W 1954 Wrota piekieł w reżyserii Teinosuke Kinugasy (1896–1982) wywalczyły Oscara oraz Złotą Palmę w Cannes, a drugą nagrodę w Wenecji za Siedmiu samurajów zdobył Kurosawa. Natomiast Oscar z 1955 za film Musashi Miyamoto oraz Złoty Lew (1958) za Rykszarza dla Hiroshiego Inagakiego (1905–1980), były ukoronowaniem okresu, w którym japoński film święcił największe sukcesy, zaznaczając trwały ślad w światowej kinematografii.
W latach 60., a zwłaszcza 70. dał o sobie znać głęboki kryzys japońskiego kina. Z tego okresu największy rozgłos osiągnął film Nagisy Ōshimy pt. Imperium zmysłów (1976). Początek lat 80. przyniósł odrodzenie i kolejne światowe tryumfy: Złote Palmy dla Kurosawy w 1980 za Sobowtóra oraz Shōhei'a Imamury (1926–2006) w 1983 za Balladę o Narayamie , który powtórzy ten sam sukces z filmem Węgorz w 1997. W tym samym roku Złotego Lwa wywalczył Takeshi Kitano (1947-) za obraz Hana-bi. W 2002 Złotego Niedźwiedzia otrzymał Hayao Miyazaki (1941-) za film pt. Spirited Away: W krainie bogów. Wciąż niesłabnącą popularnością głównie wśród młodych widzów na całym świecie cieszą się inspirowane przez mangę japońskie filmy animowane – anime.

## Rzemiosło

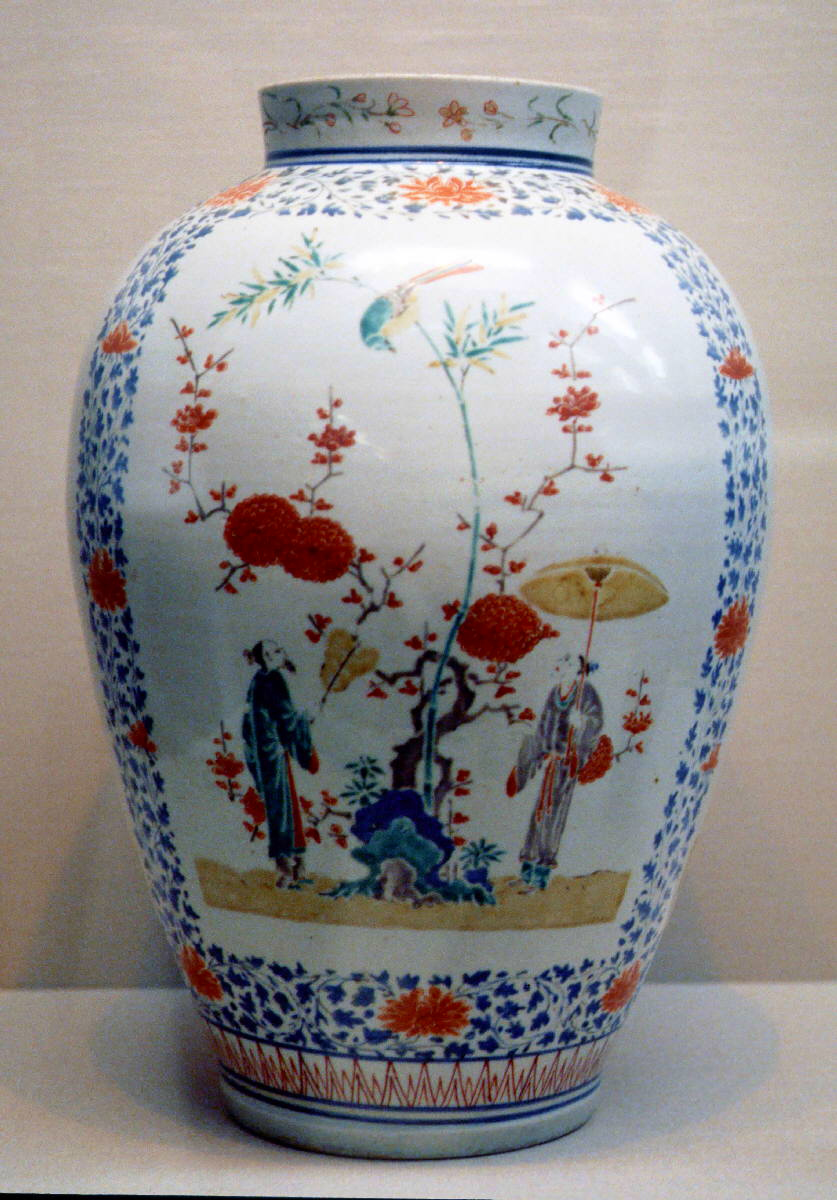
Barwna porcelana kakiemon

Pomimo gwałtownego uprzemysłowienia oraz modernizacji, w Japonii zachowało się wiele tradycyjnych rzemiosł, przekazywanych z pokolenia na pokolenie. Ich przetrwanie było w dużej mierze możliwe dzięki utrzymującemu się wciąż zapotrzebowaniu na przedmioty sztuki użytkowej, jak również za sprawą licznych tradycyjnych świąt i festiwali.
Szczególnie stara, bo pamiętająca czasy neolitu, jest japońska ceramika, którą od VI wieku wykonywano według metod chińskich i koreańskich. Niemniej jednak swą uznaną dziś wysoką jakość osiągnęła w XIV wieku, kiedy po okresie izolacji Japonia odnowiła kontakty z Chinami, a ośrodkiem jej produkcji stało się miasto Seto, położone nieopodal Nagoi. Natomiast wyroby z takich miejsc, jak: Karatsu czy Hagi, a także ceramika raku rozwinęły się pod wpływem ceremonii parzenia herbaty. Początki stosowania kintsukuroi, techniki naprawy potłuczonej ceramiki za pomocą żywicy przypominającej złoto lub srebro, sięgają XVI wieku.
W XVII wieku w Arita na Kiusiu (Kyūshū) zaczęto wytwarzać naczynia z porcelany: słynną biało-niebieską, barwną imari (także zw. arita-yaki) oraz kakiemon, które obok ceramiki z Satsumy są najbardziej charakterystycznymi rodzajami japońskiej porcelany. Pod koniec tego samego stulecia szczyt rozwoju i popularności osiągnęły wyroby wykonane z laki, ozdabiane dodatkowo masą perłową czy płatkami złota oraz pięknie malowane. Dziś rzemieślnicy z prefektury Ishikawa, doliny Kisoji oraz Okinawy nadal wytwarzają różnego rodzaju pudełka, szkatułki, puszki, miski, czarki oraz bibeloty i ozdoby, które jednak z uwagi na pracochłonność są bardzo drogie. Pokrywane laką lub też nie, są liczne przedmioty wykonane z drewna, a więc pięknie rzeźbione tace, miski, lalki oraz nieliczne japońskie meble, takie jak: komody tansu, kufry czy stoliki.
Szerokie zastosowanie ma również bambus, z którego wyplatane są np. kosze, sita czy maty, wytwarzane różnego rodzaju naczynia.
Do najpiękniejszych wyrobów japońskiego rzemiosła zaliczają się z pewnością tkaniny, a wykonane z nich kimona oraz pasy obi mają piękne i bogate wzory, często kwiatów i ptaków. Współcześnie wykonują je warsztaty w Kioto, Kanazawie i na Okinawie. Niemniej piękne są również barwione naturalnym indygo wiejskie tkaniny bawełniane aizome.
Z kolei washi to japoński papier czerpany, wytwarzany najczęściej z kory morwy, który jest tradycyjnie stosowany do kaligrafii, origami, wyrobu wachlarzy, dekoracji oraz jako papier listowy; ponadto ma różną grubość, może być barwiony oraz ozdabiany np. płatkami złota. Wybitne osiągnięcie sztuki ludowej stanowią wspaniałe, często bogato zdobione i ubrane, a przy tym nieraz bardzo drogie ningyō czyli lalki, które są najczęściej ważną rodzinną pamiątką i nie służą do zabawy. Owe lalki przedstawiają na ogół członków cesarskiego rodu, lub też wojowników samurajskich.
Wytwarzany w skomplikowanym i czasochłonnym procesie niezwykle wytrzymały, a zarazem elastyczny miecz katana, stanowił duszę samuraja oraz był świadectwem niezwykłego wyrafinowania, jakie osiągnęli japońscy płatnerze.